# لاتین عامیانه
لاتینِ عامیانه یا لاتینِ کوچه‌بازاری (به انگلیسی: Vulgar Latin)، (به لاتین: Sermo Vulgaris) به معنی «گفتار هَمِگانی/عامیانه»، یک اصطلاح (تَرم) عمومی برای نامیدنِ گویش‌های اجتماعیِ نااستانداردِ (بر خلافِ لاتین کلاسیک) زبان لاتین است که زبان‌های رومی از آنها بالیده و گسترده‌اند. آثاری که در دوران کلاسیک به زبان لاتین نوشته شده‌اند، به جز چند استثنای بسیار ناچیز (که مهمترینشان بخش‌هایی از کتاب ساتیریکُن نوشتهٔ گایوس پترونیوس است)، همگی لاتین کلاسیک را به کار برده‌اند. لاتینِ عامیانه به دلیلِ نااستاندارد بودنش هیچگونه دبیرهٔ رسمی‌ای ندارد. لاتین عامیانه را لاتینِ گفتاری ، یا (به ویژه در دوره‌های اخیر) زبانِ رومی مشترک (به انگلیسی: Common Romance) نیز نامیده‌اند. در لاتینِ دورهٔ نوزایش، لاتین عامیانه را vulgare Latinum یا Latinum vulgare می‌نامیدند.

## سرچشمهٔ اصطلاح

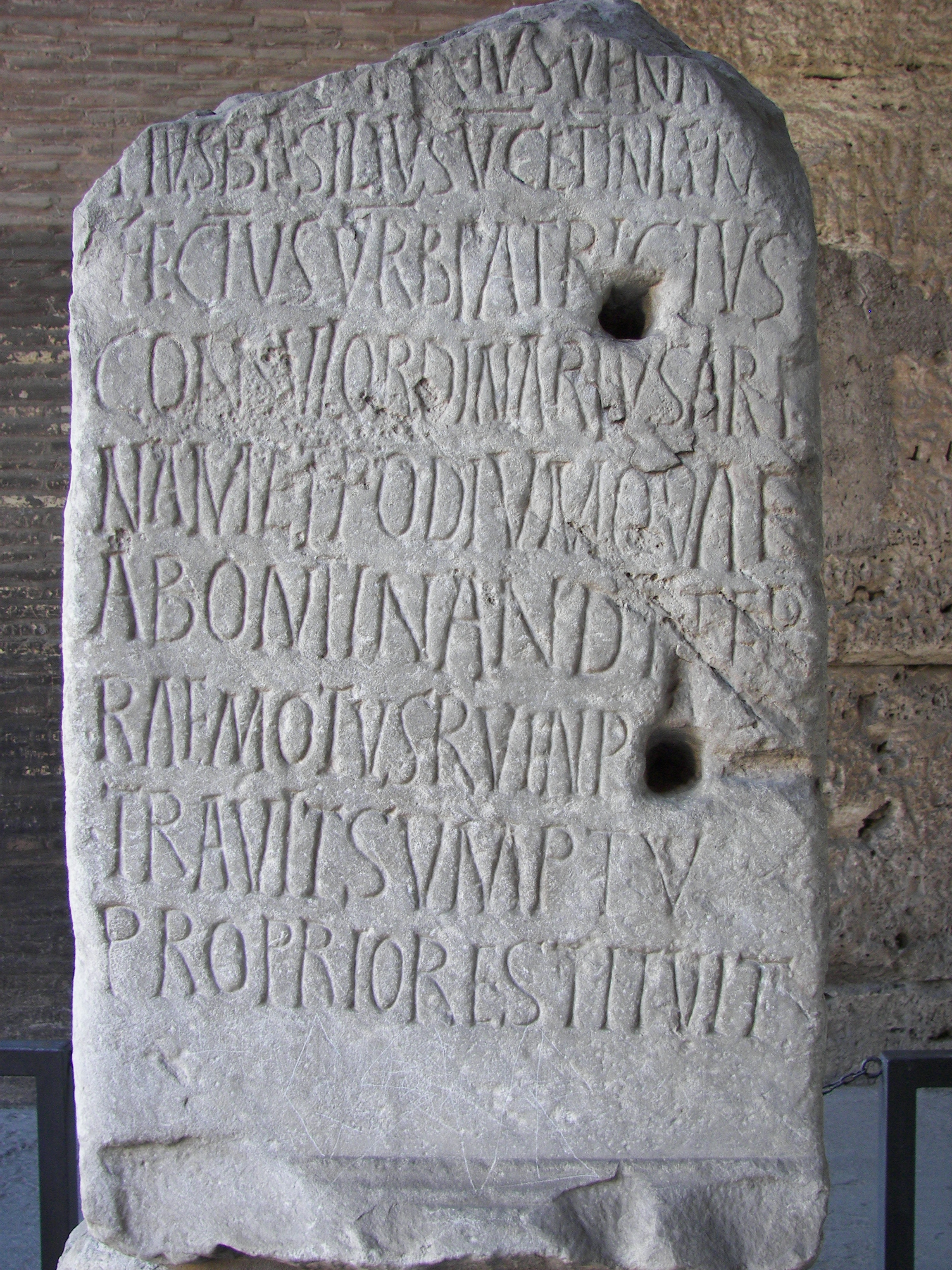
نوشته‌های لاتین در کولوسئوم رم

اصطلاحِ «گفتارِ همگانی» (به لاتین: sermo vulgaris)، که بعدها به «لاتین عامیانه» تبدیل شد، را باشندگانِ امپراتوری روم به کار می‌بردند. سپس به اصطلاحی فنی در لغت‌شناسی زبان لاتین و زبان‌های رومی تبدیل شد که برای ارجاع به گونه‌های نانوشته‌ای از زبانی لاتینی شده - که بیشتر توسط مردمانِ ایتال‌وسلتیک که زیرِ حکومتِ جمهوری روم و امپراتوری روم بودند صحبت می‌شد - به کار گرفته شد. ردپای زبانِ آنها در برخی سنگ‌نبشتهها، همچون دیوارنگاریها و تبلیغات دیده می‌شود. همچنین ممکن است تحصیل‌کردگان و جمعیت‌های آموزش‌دیده‌ای که لاتین کلاسیک را به کار می‌بردند، در موقعیت‌های ویژه‌ای و بسته به جایگاه و پس‌زمینهٔ اجتماعی-اقتصادی‌شان به زبان لاتین عامیانه صحبت می‌کرده باشند. چنین کاربردِ نابجایی برای این اصطلاح، نخستین بار توسط پیشگامانِ لغت‌شناسیِ زبان‌های رومی فرانسیس ژوسته ماری رینارد (۱۷۶۱-۱۸۳۶م) و فردریش کریستین دیز (۱۷۹۴-۱۸۷۶م) استفاده شد.